# Bad Girl (Madonna)
Bad Girl è una canzone della cantautrice statunitense Madonna, pubblicata nel 1993 come terzo singolo estratto dall'album Erotica.

## Descrizione
Bad Girl è una ballata pop che parla dell'infelicità di una donna che non riesce a comunicare i suoi sentimenti alla persona amata perché sa di non poterla rendere felice.
Il pezzo è una delle ballate preferite dai fan della cantante e alla sua uscita ebbe buone recensioni critiche, anche se non riuscì a scalare le classifiche. Il brano doveva uscire come secondo singolo, accompagnato da un videoclip piccante, ma Madonna decise di rimandarlo per aspettare che si calmassero le acque dopo le pesanti critiche su Erotica e Sex.
Il singolo Bad Girl è uscito il 20 febbraio 1993. Ha avuto scarso successo a livello commerciale: negli USA ha raggiunto solo la 36ª posizione nella classifica dei singoli più venduti diventando così il primo singolo di Madonna a non raggiungere la top 20 negli States dal 1984. Da questa data, fino a Bad Girl tutti i singoli di Madonna, tranne Oh Father (1989), avevano raggiunto la top 10.
Nel Regno Unito dopo aver raggiunto la 10ª posizione in classifica, il pezzo è uscito dalla classifica dopo sette settimane.
Si calcola che il brano abbia venduto 700 000 copie, diventando così il singolo di Madonna con release internazionale ad aver venduto di meno da Holiday (1983).

## Il videoclip
Il regista del video è stato David Fincher, che ha realizzato il video di Vogue (1990) e in seguito regista del film Seven.
Nel video della canzone Madonna interpreta una giornalista dalla vita professionale agitata, dedita al fumo e all'alcol, che finisce assassinata da uno dei suoi amanti. Nel videoclip Christopher Walken interpreta il ruolo dell'angelo custode di Madonna.  Il filmato è l'unico video della cantante nel quale Madonna appaia da morta (nella sequenza iniziale e finale).
Il video di Bad Girl apre la raccolta video di Madonna: The Video Collection 93:99. Nel video appare anche l'attore James Rebhorn.

## Tracce

### Remix ufficiali
1. Bad Girl (Extended Mix)
2. Bad Girl (Video Edit)

## Classifiche
| Classifica (1993) | Posizione massima |
| ----------------- | ----------------- |
| Australia         | 32                |
| Canada            | 20                |
| Paesi Bassi       | 34                |
| Francia           | 44                |
| Germania          | 47                |
| Irlanda           | 20                |
| Italia            | 3                 |
| Svizzera          | 25                |
| Regno Unito       | 10                |
| Stati Uniti       | 36                |

## Esecuzioni dal vivo
Madonna, che non ha mai cantato la canzone in alcuni dei suoi tour, presentò dal vivo il pezzo ad una puntata di uno show serale americano del 1993, il Saturday Night Live, dove cantò anche Fever. Dopo l'esecuzione di Bad Girl Madonna, volle emulare la controversa esibizione di Sinéad O'Connor, in cui strappò una foto del papa davanti a milioni di telespettatori dicendo "combattiamo il vero nemico", quindi la "bad girl" dopo avere detto la fatidica frase "fight the real enemy" strappò la foto di Joey Buttafuoco (all'epoca al centro dell'attenzione dei media per un famoso caso).  
Nel 2023/2024 durante il suo Celebration Tour Madonna ha aggiunto per la prima volta Bad Girl alla scaletta dei suoi successi. La canzone viene eseguita al pianoforte dalla figlia Mercy James: Madonna indossa una camicia da notte durante l’esibizione perché rispecchia l’album Erotica e tutti i temi trattati da lei in quell’album. I fan hanno accolto con grande clamore questa ballata nella scaletta del Celebration Tour dopo essere stata esclusa da quella del Girlie Show nel 1993. 

## Cover
Una cover del brano fu incisa da James Hardway con Amanda Ghost e Boy George per l'album-tributo a Madonna Virgin Voices: A Tribute to Madonna, volume one (1999).